# Tychy Grota-Roweckiego
Tychy Grota–Roweckiego – przystanek kolejowy Szybkiej Kolei Regionalnej w Śródmieściu Tychów pod wiaduktem w ciągu ulicy generała Stefana Grota-Roweckiego. Przystanek powstał w 2012 roku w ramach rozbudowy Szybkiej Kolei Regionalnej.

## Ruch pasażerski
| Rok  | Wymiana pasażerska na dobę |
| ---- | -------------------------- |
| 2017 | 200-299                    |
| 2022 | 200-299                    |

## Historia
15 lutego 2011 PKM Tychy podpisało umowę z Przedsiębiorstwem Robót Komunikacyjnych na budowę przystanków Tychy Lodowisko, Tychy Aleja Bielska i Tychy Grota-Roweckiego oraz modernizację przystanku Tychy Zachodnie. Pierwotnie zakładano zamiast budowy tego obiektu przebudowę stacji Tychy Miasto, ale zdecydowano się na budowę nowego przystanku jako rozwiązanie tańsze.
Wszystkie te przystanki zostały otwarte 1 września 2012. Tego samego dnia Przewozy Regionalne wydłużyły do Tych Lodowiska relacje swoich pociągów kończących dotychczas bieg w Tychach Mieście. 9 grudnia 2012 obsługa przystanku, podobnie jak i całej SKR, została przejęta przez Koleje Śląskie.

## Linie kolejowe
Przystanek znajduje się przy dwutorowej linii kolejowej nr 179 Tychy – Mysłowice Kosztowy. Dwa jednokrawędziowe perony o długości 200 m znajdują się po zewnętrznych stronach torów.

## Infrastruktura
Przystanek jest wyposażony w automaty biletowe, dynamiczną informację pasażerską, megafony, monitoring, oświetlenie, wiaty i słupki alarmowo-rozmówne.

## Ruch pociągów
Tychy Grota-Roweckiego to przystanek Szybkiej Kolei Regionalnej (linia S4 Kolei Śląskich Sosnowiec Główny – Tychy Lodowisko). Na linii obowiązuje takt godzinny. Część kursów kończy/rozpoczyna bieg w Katowicach.

## Komunikacja z przystankiem
W pobliżu przystanku kolejowego Tychy Grota-Roweckiego znajduje się przystanek autobusowo-trolejbusowy Tychy Gen Grota-Roweckiego obsługiwany przez ZTM. Przystanek sąsiaduje z osiedlami C i D („Celina” i „Dorota”) od północy i M i N („Magdalena” i „Natalia”) od południa.